# Carlos L. Fischer
Carlos Lorenzo Fischer Brusoni (Fray Bentos, 1903 – Montevideo, 7 agosto 1969) è stato un politico uruguaiano.

## Biografia

### Carriera politica
È stato Presidente del Consiglio nazionale del governo (carica che sostituì quella della Presidenza della Repubblica) dal 1º marzo 1958 al 1º marzo 1959.